# خانه اسماعیل عباسپور
خانه اسماعیل عباسپور مربوط به دوره قاجار است و در شیراز، بازارچه فیل، کوی مقتدری، پلاک ۵۷ واقع شده و این اثر در تاریخ ۱۰ خرداد ۱۳۸۲ با شمارهٔ ثبت ۸۷۰۰ به‌عنوان یکی از آثار ملی ایران به ثبت رسیده است. مرمت این اثر توسط مهندس علی صفویان در سال ١٣٩٧به انجام رسیده است